# 九条教嗣
九条 教嗣（くじょう のりつぐ）は、南北朝時代（北朝）から室町時代前期にかけての公卿。関白・九条経教の子。
官位は正二位・右大臣。

## 官職歴
- 応安2年2月17日（1369年3月25日） - ?　侍従
- 応安2年6月7日（1369年7月11日） - 応安3年4月13日（1370年5月8日）　右近衛少将
- 応安3年3月27日（1370年4月23日） - ?　近江権介
- 応安3年4月13日（1370年5月8日） - 永徳元年12月23日（1382年1月8日）　右近衛中将
- 永和元年3月29日（1375年4月30日） - 永和2年4月23日（1376年5月12日）　播磨権守
- 永和2年4月23日（1376年5月12日） - 永徳元年12月23日（1382年1月8日）　権中納言
- 永徳元年12月24日（1382年1月9日） - 応永3年10月21日（1396年11月22日）　権大納言
- 応永3年4月20日（1396年5月27日） - 応永4年3月29日（1397年4月26日）　右近衛大将
- 応永3年10月21日（1396年11月22日） - 応永6年2月22日（1399年3月29日）　内大臣
- 応永4年3月29日（1397年4月26日） - 応永6年正月（1399年2月）　左近衛大将
- 応永6年2月22日（1399年3月29日） - 応永10年（1403年）　右大臣

## 位階歴
- 応安2年正月23日（1369年3月2日）　正五位下
- 応安2年11月12日（1369年12月11日）　従四位下
- 応安3年正月6日（1370年2月2日）　正四位下
- 応安4年正月5日（1371年1月22日）　従三位
- 応安5年4月18日（1372年5月21日）　正三位
- 永和3年正月5日（1377年2月13日）　従二位
- 永徳3年正月5日（1383年2月7日）　正二位